# Lijst van voetbalinterlands Amerikaanse Maagdeneilanden - Anguilla (vrouwen)
Deze lijst van voetbalinterlands is een overzicht van alle officiële voetbalinterlands tussen de nationale vrouwenteams van de Amerikaanse Maagdeneilanden en Anguilla. De landen hebben tot nu toe drie keer tegen elkaar gespeeld. 

## Wedstrijden
| № | Plaats      | Datum            | Competitie        | Wedstrijd                              | Uitslag |
| - | ----------- | ---------------- | ----------------- | -------------------------------------- | ------- |
| 1 | Saint Croix | 29 augustus 2008 | Vriendschappelijk | Amerikaanse Maagdeneilanden − Anguilla | 2 − 2   |
| 2 | Saint Croix | 31 augustus 2008 | Vriendschappelijk | Amerikaanse Maagdeneilanden − Anguilla | 0 − 1   |
| 3 | The Valley  | 15 december 2024 | Vriendschappelijk | Anguilla − Amerikaanse Maagdeneilanden | 3 − 1   |

## Samenvatting
| Competitie        | Totaal gespeeld | Winst Amerikaanse Maagdeneilanden | Gelijk | Winst Anguilla | Doelsaldo Amerikaanse Maagdeneilanden – Anguilla |
| ----------------- | --------------- | --------------------------------- | ------ | -------------- | ------------------------------------------------ |
| Vriendschappelijk | 3               | 0                                 | 1      | 2              | 3 − 6                                            |
| Totaal            | 3               | 0                                 | 1      | 2              | 3 − 6                                            |